# Septembrie (film din 1978)
Septembrie este un film românesc din 1978 scris și regizat de Timotei Ursu după o idee a scriitorului Adrian Dohotaru. Rolurile principale au fost interpretate de actorii Anda Onesa, Geo Costiniu și Sandu Popa.

## Rezumat
Vali (Geo Costiniu), un tânăr fermecător însă dezorientat și nesigur, marcat de faptul că nu a reușit să intre la facultate, este cercetat de miliție datorită unor complicități la niște furturi. Pentru a-și asigura un alibi, el fură o motocicletă pentru a ajunge în București să vorbească cu tatăl său (Ștefan Mihăilescu-Brăila).
Într-un bar din capitală, el o cunoaste pe ospătărița Anișoara (Anda Onesa), o fată modestă și liniștită, elevă la o școală de ospătari, pe care o invită să meargă cu motocicleta cu el la mare. Anișoara, impresionată de „inginerul” Vali, acceptă să-l însoțească în această călătorie. Ajunși la mare, ziua și-o vor petrece la plajă, departe de civilizație. Astfel, Vali și Anișoara vor avea răgazul să descopere dragostea mult așteptată, făcându-și ipotetice planuri de viitor. Dar, viața a vrut altfel pentru ei.

## Distribuție
- Anda Onesa — Anișoara, elevă ospătăriță, iubita lui Vali
- Geo Costiniu — Valeriu („Vali”) Abrudan, un golan picat de două ori la admiterea în facultate
- Sandu Popa — Nicula, căpitan la Miliția Judiciară din Constanța
- Ștefan Mihăilescu-Brăila — Ion („Nelu”) Abrudan, mic funcționar, tatăl lui Vali
- Ștefan Bănică — Dinu Arsenescu, un escroc periculos
- Jean Constantin — Jorj, bișnițarul de pe litoral
- Sandu Sticlaru — pontonierul
- Eugenia Bosînceanu — mama tânărului Mihai Petrescu
- Mircea Anghelescu — colonelul de miliție de la București
- Horațiu Mălăele — Cămilă, fostul coleg de liceu al lui Vali care vrea să facă ocolul lumii cu barca
- Constantin Guriță — maiorul de miliție de la Brașov
- Nicu Constantin — ospătarul de la barul de noapte „Vraja mării” din Costinești
- Zephi Alșec — Prodan, directorul tehnic de la Combinatul Petrochimic Brazi
- Ruxandra Sireteanu — Marga Abrudan, soția lui Nelu Abrudan
- Marcel Negulescu
- Nicolae Glăman — inginerul Glăman, directorul tehnic de la IAS Ostrov
- Virginia Rogin — interpreta de la Simpozionul internațional al tinerilor inventatori
- Romulus Vulpescu — domnul cu papion care-și serbează ziua de naștere la Costinești
- Mara Costea
- Ovidiu Georgescu
- Nina Filimon
- Dan Mocănescu
- Dan Nanoveanu — mecanic auto
- Cătălin Balint
- Viviana Mitru
- Ion Ionașcu
- Constantin Bîrliba — tânărul
- Constantin Nițu
- Victor Imoșeanu
- Cornel Tînjală
- Nicolae Niculescu

## Producție
Produs de Casa de filme 5, filmările au avut loc în perioada septembrie – octombrie 1977 pe litoralul Mării Negre, la Brașov și București. Cheltuieli de producție s-au ridicat la 2.603.000 lei.

## Primire
Filmul a fost vizionat de 2.800.074 de spectatori în cinematografele din România, după cum atestă o situație a numărului de spectatori înregistrat de filmele românești de la data premierei și până la data de 31 decembrie 2014 alcătuită de Centrul Național al Cinematografiei.